# 亞視百人
亞視百人（英語：aTV 100 Celebrities），是香港亞洲電視製作的清談式資訊性節目，逢星期一至五晚上20:30於本港台播出。節目主持為著名跨媒體工作者甘國亮，節目會邀請一百位具份量，曾經效力亞洲電視、或與亞洲電視有關係的名人。

## 各集主題
| 集數    | 日期                        | 嘉賓 與亞視關係 |
| ------- | --------------------------- | --- |
| 1 6     | 2012年1月30日 2012年2月6日  | 吳君如 亞洲電視節目《特級女人Club》、《超級經理人女優選拔賽》主持                                                   |
| 2 7     | 2012年1月31日 2012年2月7日  | 葉德嫻 亞洲電視劇集《縱橫四海》、《義無反顧》主角                                                                   |
| 3 8     | 2012年2月1日 2012年2月8日   | 任達華 亞洲電視劇集《還看今朝》、《勝者為王III王者之戰》、《我和殭屍有個約會II》、《美麗傳說》等主角                |
| 4 9     | 2012年2月2日 2012年2月9日   | 黃偉文 亞洲電視節目《以一敵百》主持                                                                                 |
| 5 10    | 2012年2月3日 2012年2月10日  | 陶傑 亞洲電視節目《斑馬在線》、《雙對論》主持                                                                       |
| 11      | 2012年2月13日               | 方任利莎 亞洲電視節目《下午茶》、《方太美食廣場》主持                                                               |
| 12 13   | 2012年2月14日 2012年2月15日 | 夏春秋 亞洲電視節目《下午茶》、《六合彩》主持                                                                       |
| 14      | 2012年2月16日               | 盧海鵬 亞洲電視節目《香港亂噏》、劇集《點解阿sir係隻鬼》、《情陷夜中環II》演員                                      |
| 15      | 2012年2月17日               | 鮑起靜 亞洲電視鎮台之寶，亞洲電視劇集《大地恩情》、《肥貓正傳》演員                                                 |
| 16      | 2012年2月20日               | 尹天照 亞洲電視劇集《琴劍恩仇》、《97變色龍》、《天蠶變之再與天比高》、《我和殭屍有個約會》演員                     |
| 17      | 2012年2月21日               | 陳庭威 亞洲電視劇集《勝者為王》、《我來自潮州》、《8號巴士站站情》演員                                              |
| 18      | 2012年2月22日               | 潘志文 亞洲電視劇集《鱷魚淚》、《變色龍》、《大地恩情》、《義無反顧》、《法網群英》演員                             |
| 19      | 2012年2月23日               | 劉緯民 亞洲電視劇集《大家姐》、《變色龍》、《陳真》演員                                                             |
| 20      | 2012年2月24日               | 江華 亞洲電視劇集《少林英雄》、《銀狐》、《我和春天有個約會》演員                                                   |
| 21      | 2012年2月27日               | 魏秋樺 亞洲電視劇集《變色龍》、《奇女子》、《陳真》演員                                                             |
| 22      | 2012年2月28日               | 梁淑莊 亞洲電視劇集《浴血太平山》、《藍月亮》演員                                                                   |
| 23      | 2012年2月29日               | 文雪兒 亞洲電視劇集《甜甜廿四味》、《浣花洗劍錄》演員                                                               |
| 24      | 2012年3月1日                | 潘冰嫦 亞洲電視劇集《親子情未了》、《万家灯火》演員                                                                 |
| 25      | 2012年3月2日                | 葉玉萍 亞洲電視劇集《琥珀青龍》、《醉拳王無忌》、《滿清十三皇朝》演員                                               |
| 26      | 2012年3月5日                | 泰迪羅賓 麗的電視第一代電視人                                                                                       |
| 27      | 2012年3月6日                | 區瑞強 亞洲電視節目《區瑞強擁抱大自然》、《香港十大自然勝景》主持人                                                 |
| 28      | 2012年3月7日                | 柳影虹 亞洲電視劇集《天蠶變》演員、歌曲《換到千般恨》、《少女慈禧》主唱                                             |
| 29      | 2012年3月8日                | 麥潔文 亞洲電視劇集《鬼做你老婆》、《捉鬼大丈夫》演員                                                               |
| 30      | 2012年3月9日                | 黎小田 麗的電視全盛時期音樂製作總監                                                                                 |
| 31 32   | 2012年3月12日 2012年3月13日 | 黃樹棠、徐二牛 資深麗的電視/亞洲電視武術指導                                                                        |
| 33      | 2012年3月14日               | 杜宇航 亞洲電視節目《新春金鼠全攻略》主持人                                                                         |
| 34      | 2012年3月15日               | 馬玉成 資深亞洲電視武俠劇設計動作                                                                                   |
| 35      | 2012年3月20日               | 熊良錫 亞洲電視馬評人、亞洲電視劇集《出線》演員                                                                     |
| 36      | 2012年3月21日               | 鄺偉雄 亞洲電視常任玄學嘉賓                                                                                         |
| 37      | 2012年3月22日               | 陳維英 亞洲電視節目《哈囉夜歸人》、《貓頭鷹時間》主持人                                                             |
| 38      | 2012年3月23日               | 洪羅拔 亞洲電視節目《活色生香》主持人                                                                               |
| 39      | 2012年3月26日               | 黎文卓 亞洲電視節目《百萬富翁》製作人、前亞洲電視宣傳、公關及藝人總監                                               |
| 40      | 2012年3月27日               | 高志森 麗的電視劇集《鱷魚淚》、《變色龍》編劇、亞洲電視節目《高志森微博》主持人                                     |
| 41      | 2012年3月28日               | 林超榮 亞洲電視節目《活色生香》、《開心主流派》、《香港亂噏》主持人/創作人                                          |
| 42      | 2012年3月29日               | 李力持 前亞洲電視助理編導、亞洲電視節目《11點後特區》主持人                                                         |
| 43      | 2012年3月30日               | 胡慧冲 前亞洲電視編劇及資料搜集、亞洲電視節目《開心假期泰好玩》主持人                                               |
| 44      | 2012年4月2日                | 唐寧 亞洲電視劇集《本是同根》、《肥貓正傳II》演員                                                                   |
| 45      | 2012年4月3日                | 張國權 亞洲電視劇集《我和殭屍有個約會》、《包青天》演員                                                             |
| 46      | 2012年4月4日                | 方國珊 亞洲電視劇集《秦始皇》、《龍的小子》演員                                                                     |
| 47      | 2012年4月5日                | 王書麒 亞洲電視劇集 《浣花洗劍錄》、《天蠶變》、《大內群英》演員                                                    |
| 48      | 2012年4月6日                | 戴夢夢 亞洲電視劇集《Q表姐》、《精武門》、《飄零燕》演員                                                            |
| 49      | 2012年4月9日                | 吳寶琦 前麗的映聲/亞洲電視高級節目執行主任                                                                          |
| 50      | 2012年4月10日               | 加明叔叔 第一代兒童節目主持人、麗的電視節目《週末遊樂會》、《荔園小天地》主持人                                     |
| 51      | 2012年4月11日               | 梁天 亞洲電視劇集《天蠶變》、《IQ成熟時》、《97變色龍》演員                                                         |
| 52 53   | 2012年4月12日 2012年4月13日 | 陳麗雲 前麗的呼聲兒童播音劇播音員、亞洲電視劇集《穆桂英》、《我和殭屍有個約會》演員                                 |
| 54      | 2012年4月16日               | 陳欣健 麗的電視劇集《大丈夫》演員                                                                                   |
| 55      | 2012年4月17日               | 劉天蘭 前亞洲電視形象總監                                                                                           |
| 56      | 2012年4月18日               | 楊紹鴻 亞洲電視劇集《碧血青天楊家將》、《殭屍道長》、《再見艷陽天》監製                                             |
| 57      | 2012年4月19日               | 鄧特希 亞洲電視劇集《俠骨仁心》、《上海灘之俠醫傳奇》、《法網群英》、《親密損友》監製                               |
| 58      | 2012年4月20日               | 林旭華 亞洲電視節目《哈囉夜歸人》、《貓頭鷹時間》創作、製作及管理人                                                 |
| 59      | 2012年4月23日               | 顧紀筠 麗的電視劇集《驟雨中的陽光續集》、《浴血太平山》演員 亞洲電視節目《1996、2008奧運》主持                      |
| 60      | 2012年4月24日               | 鄧景輝 前亞洲電視記者及新聞主播 亞洲電視節目《關注日本大地震》、《阿翁友約》主持                                    |
| 61      | 2012年4月25日               | 盧瑞盛 前亞洲電視新聞及公共事務部主播                                                                               |
| 62      | 2012年4月26日               | 繆美詩 前亞洲電視高級記者兼新聞主播 亞洲電視節目《時事熱點追蹤》主持                                                |
| 63      | 2012年4月27日               | 林司聰 麗的電視兒童節目《新一代》、《醒目仔時間》主持 前亞洲電視天氣女郎                                            |
| 64      | 2012年4月30日               | 奚秀蘭 麗的電視節目《秀蘭歌聲處處聞》主持                                                                           |
| 65      | 2012年5月1日                | 邵音音 麗的電視劇集《變色龍》、《甜甜廿四味》演員                                                                   |
| 66      | 2012年5月2日                | 森森 亞洲電視劇集《天涯明月刀》、《秦始皇》、《滿清十三皇朝之血染紫禁城》演員                                       |
| 67      | 2012年5月3日                | 鄧藹霖 麗的電視劇集《IQ成熟時》演員                                                                                 |
| 68      | 2012年5月4日                | 麥翠嫻 亞洲電視劇集《少女慈禧》、《第四代》演員                                                                     |
| 69      | 2012年5月7日                | 賈思樂 亞洲電視劇集《最佳才子》、《死頂一族》演員                                                                   |
| 70      | 2012年5月8日                | Maria Cordero 亞洲電視劇集《快活谷》演員、亞洲電視節目《肥媽老友記》主持 亞洲電視節目《亞洲星光大道》首席評判       |
| 71      | 2012年5月9日                | 劉雅麗 亞洲電視劇集《我和春天有個約會》、《萬家燈火》主題曲主唱                                                     |
| 72      | 2012年5月10日               | 陳輝虹 亞洲電視節目《ATV音樂專線》、《笑Joke千百秒》主持                                                            |
| 73      | 2012年5月11日               | 鄭國江 亞洲電視長期御用填詞人                                                                                       |
| 74      | 2012年5月14日               | 宮雪花 亞洲電視節目《亞洲小姐競選》「新闻界选出之最受传媒关注奖」得主 亞洲電視劇集《97變色龍》、《縱橫四海》演員    |
| 75      | 2012年5月15日               | 張立基 亞洲電視節目《第一屆未來偶像爭霸戰》冠軍 亞洲電視劇集《香港情》、《大鬧粉粧樓》演員                          |
| 76      | 2012年5月16日               | 寶珮如 亞洲電視節目《第三屆未來偶像爭霸戰》參賽者 亞洲電視節目《乜都有》系列主持                                    |
| 77      | 2012年5月17日               | 戴展國 亞洲電視節目《1998香港男士競選》冠軍                                                                         |
| 78      | 2012年5月18日               | 邱士峻 亞洲電視節目《2011亞洲先生競選》冠軍                                                                         |
| 79      | 2012年5月21日               | 劉錫賢 亞洲電視節目《方太生活廣場》、《精靈一族》主持 亞洲電視劇集《我來自潮州》、《萬家燈火》演員                  |
| 80      | 2012年5月22日               | 黃韻材 亞洲電視劇集《碧血青天楊家將》、《電視風雲》演員                                                             |
| 81      | 2012年5月23日               | 姜皓文 亞洲電視節目《第一屆電視先生選舉》亞軍 亞洲電視劇集《滿清十三皇朝》、《我來自潮州》演員                      |
| 82      | 2012年5月24日               | 鍾慧冰 亞洲電視節目《話說運河》、《話說長江》主持                                                                   |
| 83      | 2012年5月25日               | 黃桂林 前亞洲電視藝員訓練班導師，亞洲早晨主持                                                                       |
| 84      | 2012年5月28日               | 蔣金 麗的電視劇集《驟雨中的陽光》、《對對糊》演員                                                                   |
| 85      | 2012年5月29日               | 黎漢持 麗的電視劇集《大俠霍元甲》、《大內群英續集》演員                                                             |
| 86      | 2012年5月30日               | 凌文海 麗的電視劇集《變色龍》、《大地恩情》演員                                                                     |
| 87      | 2012年5月31日               | 張錦程 亞洲電視劇集《點解阿sir係隻鬼》、《銀狐》、《電視風雲》、《俠骨仁心》演員                                    |
| 88      | 2012年6月1日                | 煒烈 亞洲電視劇集《皇家檔案》、《再見艷陽天》演員                                                                   |
| 89      | 2012年6月4日                | 劉香萍 麗的電視劇集《浪淘沙》演員                                                                                   |
| 90      | 2012年6月5日                | 李道洪 亞洲電視節目《活色生香》主持、劇集《我和春天有個約會》演員                                                   |
| 91      | 2012年6月6日                | 章國明 前麗的電視節目監製                                                                                           |
| 92      | 2012年6月7日                | 張美璉 麗的電視劇集《十大奇案》演員、節目《貓頭鷹時間》主持                                                         |
| 93      | 2012年6月8日                | 吳毅將 亞洲電視劇集《皇家檔案》、《滿清十三皇朝》演員                                                               |
| 94      | 2012年6月11日               | 黎燕珊 1985 年首屆亞洲小姐競選冠軍。現為亞洲電視綜藝節目主持及「仁美清叙」會長。                                    |
| 95      | 2012年6月12日               | 翁虹 1989 年亞洲小姐冠軍。                                                                                          |
| 96      | 2012年6月13日               | 羅霖 1991 年參選亞洲小姐獲得冠軍，婚後淡出娛樂圈，現任「仁美清叙」主席。                                            |
| 97      | 2012年6月14日               | 姚嘉雯 2008 年亞洲小姐冠軍及完美體態大獎得主。                                                                      |
| 98      | 2012年6月15日               | 馮雪冰 生於北京，2011 年亞洲小姐冠軍及完美體態大獎得主。                                                            |
| 99      | 2012年6月18日               | 何家勁 亞洲電視劇集《大將軍》、《中華英雄》演員                                                                     |
| 100     | 2012年6月19日               | 譚耀文 亞洲電視劇集《縱橫四海》、《縱橫天下》、《義無反顧》演員                                                     |
| 101     | 2012年6月20日               | 周梁淑怡 90 年代獲林百欣先生邀請擔任亞洲電視總裁。現為自由黨副主席。                                                |
| 102     | 2012年6月21日               | 馮寶寶 1984 年開始於亞洲電視參演多齣膾炙人口的劇集，如《武則天》、《萬家燈火》等。                                  |
| 103     | 2012年6月25日               | 王喜 1992 年於亞洲電視主持節目《Yeah Yeah Yeah 無敵大家庭》。                                                       |
| 104     | 2012年6月26日               | 陶大宇 於亞洲電視主演《縱橫四海》、《影城大亨》、《俠骨仁心》及《縱橫天下》等電視劇集。                             |
| 105 106 | 2012年6月27日 2012年6月28日 | 杜汶澤 由製作人蕭鍵鏗發掘加入亞洲電視，憑劇集《我和殭屍有個約會》打出名堂。                                         |
| 107     | 2012年6月29日               | 謝松軒、趙汝強 謝松軒畢業於亞視編劇訓練班，謝婉雯胞弟；現為亞視節目監製。趙汝強為亞視重頭節目《亞視百人》擔任監製。 |

## 其他
- 2012年5月19日，甘國亮聲言將會開拍《亞視百人》第二輯，而且會到北京、韓國、台灣等地拍特輯。他表示，在北京的晚宴上遇見周潤發夫妻，周潤發答允為《亞視百人》第二輯當嘉賓。[1]

## 外部連結
- 亞視百人